# Heaven 17
Heaven 17 er en new wave synthpop-gruppe dannet i de tidlige 1980'ere, stammende fra Sheffield, England. Gruppen var oprindelig en trio bestående af Martyn Ware (keyboard), Ian Craig Marsh (keyboard) (begge tidligere medlemmer af The Human League) og Glenn Gregory (vokal). Selvom det meste af gruppens musik blev indspillet i 1980'erne, har den fra tid til anden været gendannet for at indspille og optræde, og gav sin første liveoptrædener i 1997. Marsh forlod gruppen i 2007 og Ware og Gregory har siden fortsat med at spille som Heaven 17.

## Eksterne links
- Heaven 17 officielt websted
- Heaven 17 på YouTube
- Lyd interview med Martyn Ware og Glenn Gregory på Sodajerker on Songwriting podcastet
- Heaven 17 at Discogs
- An Evening with Martyn Ware and Heaven 17 Arkiveret 27. september 2013 hos  Wayback Machine

| Musik | Spire Denne musikartikel er en spire som bør udbygges. Du er velkommen til at hjælpe Wikipedia ved at udvide den. |